# Kosmos 2389
Kosmos 2389, ruski vojni navigacijski i komunikacijski satelit iz programa Kosmos. Vrste je Parus.
Lansiran je 28. svibnja 2002. godine u 18:14 s kozmodroma Pljesecka u Rusiji. Lansiran je u nisku orbitu oko planeta Zemlje raketom nosačem Kosmos-3M 11K65M. Orbita mu je 949 km u perigeju i 1015 km u apogeju. Orbitna inklinacija mu je 82,95°. Spacetrackov kataloški broj je 27436. COSPARova oznaka je 2002-026-A. Zemlju obilazi u 104,74 minute. Pri lansiranju bio je mase kg. 
Vjerojatno pripada konstelaciji navigacijsko-komunikacijskog sustava Ciklon koji obuhvaća letjelice Jedro koje služe za točno lociranje podmornica i brodova koji nose projektile.
Još jedan dio se odvojio i u niskoj je orbiti oko Zemlje.

## Vanjske poveznice
- N2YO.com Search Satellite Database
- Celes Trak SATCAT Format Documentation (engl.)
- Kunstman  Arhivirana inačica izvorne stranice od 12. kolovoza 2019. (Wayback Machine) Satellites in Orbit (engl.)